# Seleção Húngara de Voleibol Masculino
A seleção húngara de voleibol masculino é uma equipe europeia composta pelos melhores jogadores de voleibol da Hungria. A equipe é mantida pela Federação Húngara de Voleibol (Magyar Roplabda Szovetseg). Encontra-se na 94ª posição do ranking mundial da FIVB segundo dados de 4 de janeiro de 2012.